# ГЕС Гранд-Рапідс
ГЕС Гранд-Рапідс (англ. Grand Rapids Dam) – гідроелектростанція у канадській провінції Манітоба. Знаходячись після ГЕС E.B. Campbell, становить нижній ступінь каскаду на річці Саскачеван, яка є однією з основних приток озера Вінніпег (річкою Нельсон дренується до Гудзонової затоки).
В межах проекті річку перекрили греблею, котра включає бетонну водопропускну структуру висотою 21 метр та довжиною 116 метрів і кам’яно-накидну ділянку. Разом з протяжними – 25,7 км – земляними дамбами вони утримують водосховище Cedar Lake з площею поверхні 1353 км2 та об’ємом 1115 млн м3, в якому припустиме коливання рівня  у операційному режимі між позначками 253,6 та 256,6 метра НРМ. Враховуючи розташування водойми на вапнякових породах, знадобилось спорудження по її периметру водонопроникної завісти глибиною до 61 метра з протяжністю 32 км, що потребувало 200 тисяч тонн цементу.
Обмежена дамбою частина сховища тягнеться по висотах лівобережжя понад долиною річки до розташованого за 4 км від греблі машинного залу. Останній обладнаний чотирма турбінами типу Каплан загальною потужністю 479 МВт – три по 123 МВт та одна з показником 111 МВт, котрі живляться через напірні водоводи довжиною по 69 метрів з діаметром по 8,9 метра. Використовуючи напір у 36,6 метра, це обладнання забезпечує виробництво 1540 млн кВт-год електроенергії на рік.
Відпрацьована вода по відвідному каналу довжиною 0,9 км повертається у річку за 6,8 км по руслу від греблі.
Видача продукції відбувається по ЛЕП, що працюють під напругою 230 кВ.
Відпрацьована станцією вода невдовзі потрапляє в озеро Вінніпег, на дренуючій яке річці Нельсон створений свій каскад (ГЕС Jenpeg та інші).